# Förmyndarregent

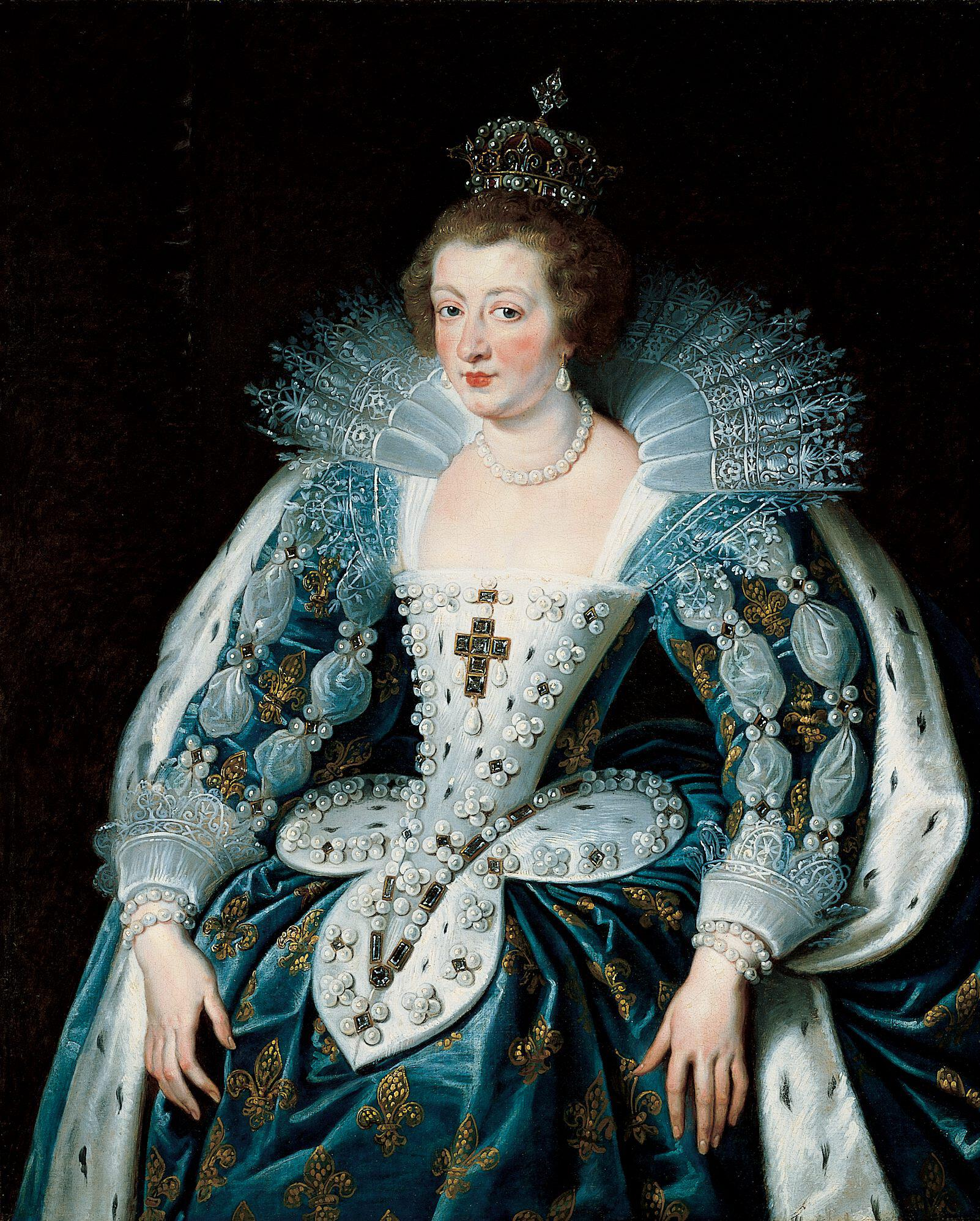
Anna av Österrike, Frankrikes förmyndarregent 1644-1651.

En förmyndarregent är en regent som regerar som ställföreträdare för en monark när denne är omyndig, på grund av sin unga ålder eller på annat sätt omyndigförklarad. Skiljer sig från förmyndarregering, som i regel är ett råd av höga adelsmän ledd av en riksföreståndare som regerar landet medan monarken är omyndig. 
En typ av förmyndarregent kallas prinsregent då den manlige tronarvingen övertar monarkens uppgifter, exempelvis i fall av sjukdom. Historiskt sett var det dock före 1800-talet vanligt att monarkens mor blev förmyndarregent, men prinsregenter blev vanligare från 1800-talet. I Sverige och i England har det varit vanligare med förmyndarregeringar snarare än en enda förmyndarregent. 

## Exempel
- Blanka av Kastilien (1226 - 1236) åt Ludvig IX.
- Birger jarl (1250 - 1266) åt Valdemar Birgersson
- Torgils Knutsson (1290 - 1298) åt Birger Magnusson
- Katarina av Medici (1560 - 1563) åt Karl IX av Frankrike
- Axel Oxenstierna (1632 - 1644) åt drottning Kristina
- Anna av Österrike (1643 - 1651) åt Ludvig XIV av Frankrike.[1]
- Hedvig Eleonora av Holstein-Gottorp (1660 - 1672) åt Karl XI[2]
- Änkekejsarinnan Cixi (1861 - 1873) åt Tongzhi-kejsaren